# Llista de ponts de la ciutat de València

## A

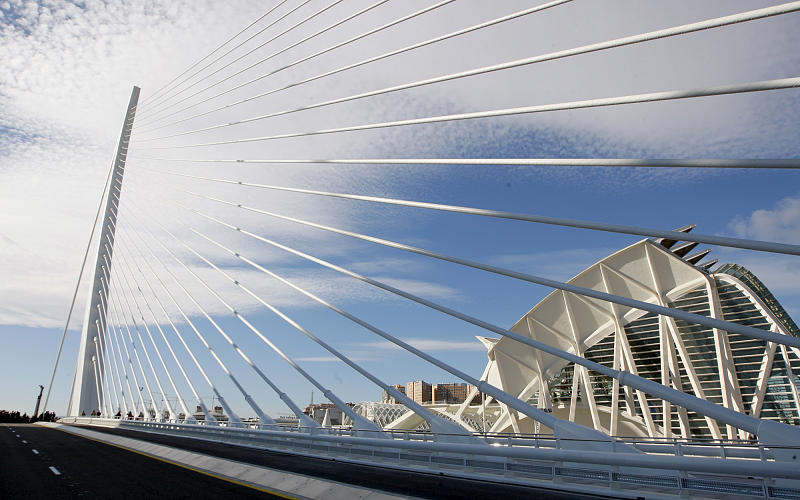
El pont de l'Assut de l'Or el dia de la inauguració.

| Nom                          | Llargada | Alçada màxima | Ubicació                                                                  |
| ---------------------------- | -------- | ------------- | ------------------------------------------------------------------------- |
| Ademús o Glòries Valencianes |          |               | Jardí de Túria                                                            |
| pont de l'Àngel Custodi      |          |               | Jardí de Túria                                                            |
| Aragó                        |          |               | Jardí de Túria                                                            |
| Arts                         |          |               | Jardí de Túria                                                            |
| Assut de l'Or o Serradora    |          | 123 m         | 39° 27′ 17.7″ N, 0° 20′ 59.29″ O / 39.454917°N,0.3498028°O Jardí de Túria |
| Autopista del Saler          |          |               | Desemboca del Túria, llera nova.                                          |
| Avinguda Reial de Madrid     |          |               | Llera nova del Túria                                                      |

## C

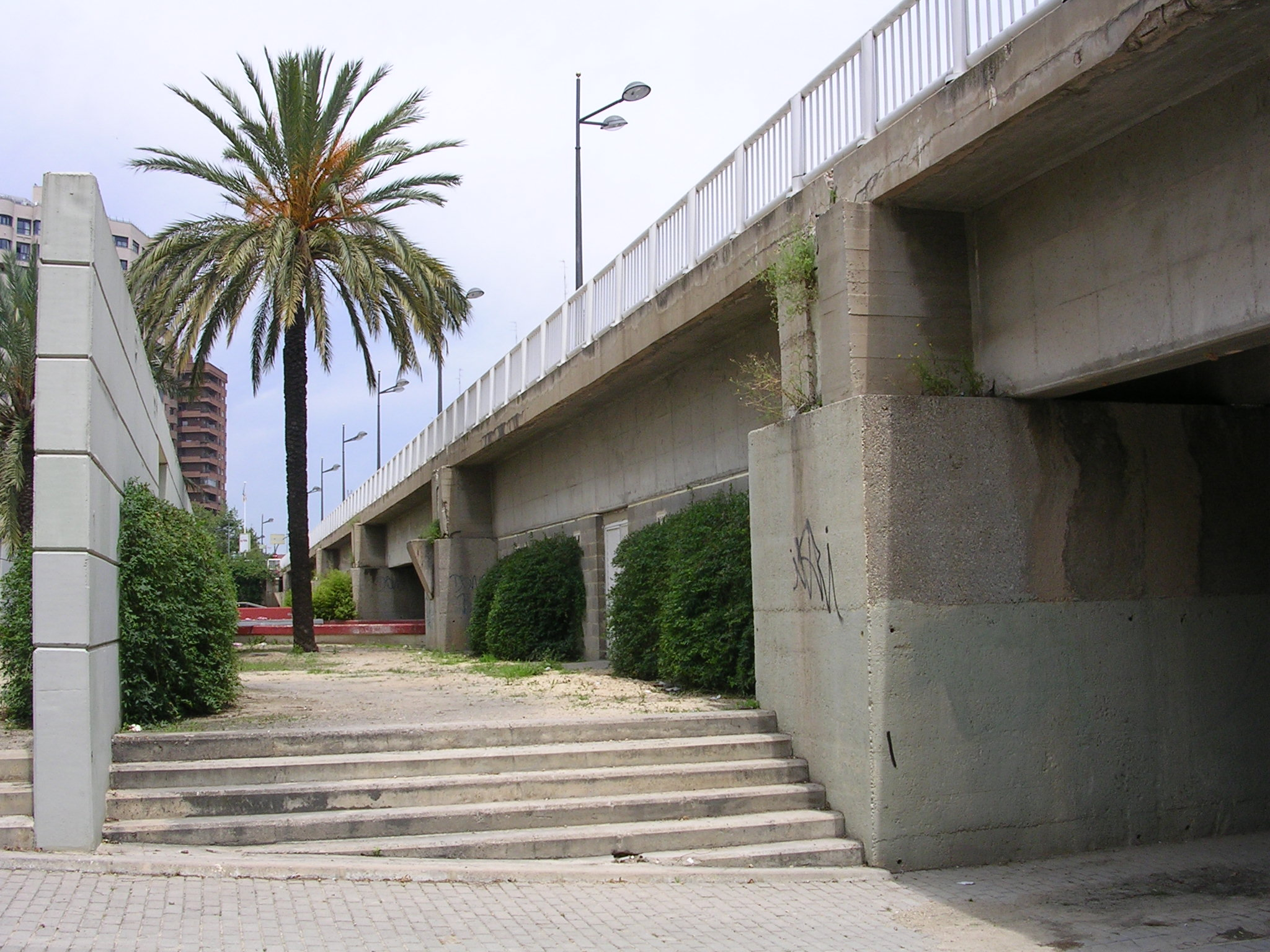
Un detall del pont de Campanar

| Nom                                      | Llargada | Alçada màxima | Ubicació                             |
| ---------------------------------------- | -------- | ------------- | ------------------------------------ |
| Camí Nou de Picanya o Autovia de Torrent |          |               | Llera nova del Túria                 |
| Campanar                                 |          |               | Jardí de Túria                       |
| Carretera del Riu                        |          |               | Desembocadura del Túria, llera nova. |
| Font d'en Corts                          |          |               | Llera nova del Túria                 |
| CV-400 (carretera)                       |          |               | Llera nova del Túria                 |

## D
| Nom       | Llargada | Alçada màxima | Ubicació                    |
| --------- | -------- | ------------- | --------------------------- |
| Drassanes |          |               | Desembocadura del riu Túria |

## E

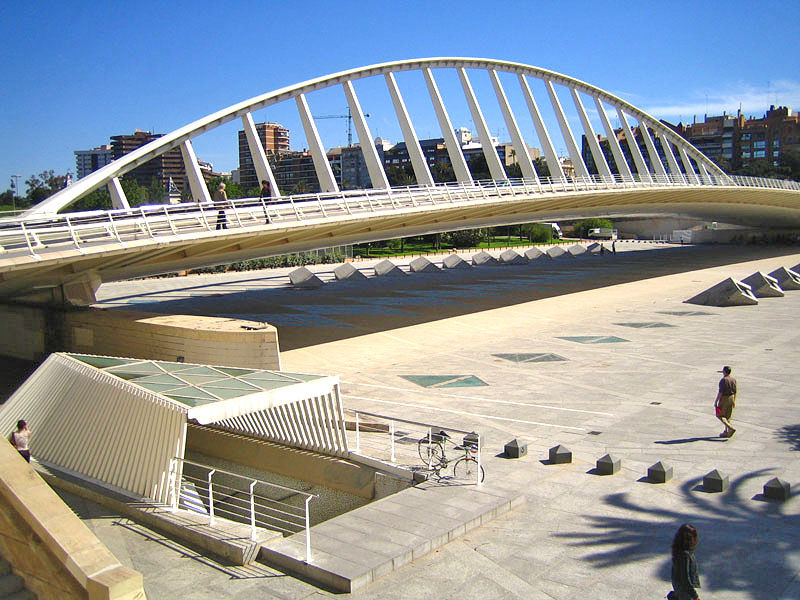
El pont de l'Exposició amb l'estació dAlameda a sota.

| Nom                                      | Llargada | Alçada màxima | Ubicació                                                                    |
| ---------------------------------------- | -------- | ------------- | --------------------------------------------------------------------------- |
| Exposició o Albereda, Calatrava, Peineta | 131 m    | 14 m          | 39° 28′ 23.18″ N, 0° 21′ 57.53″ O / 39.4731056°N,0.3659806°O Jardí de Túria |

## F

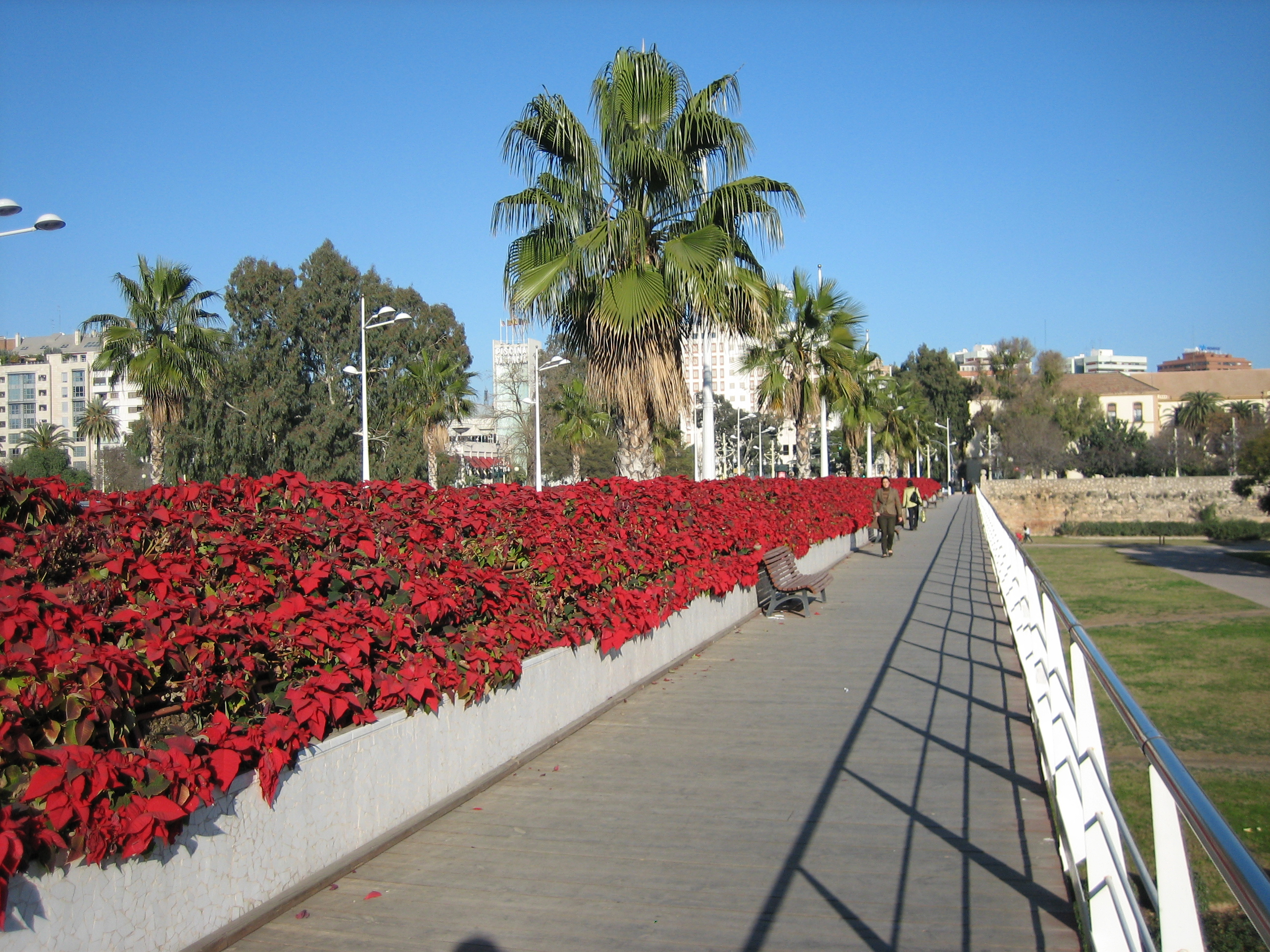
El pont de les Flors.

| Nom                     | Llargada | Alçada màxima | Ubicació                                                                    |
| ----------------------- | -------- | ------------- | --------------------------------------------------------------------------- |
| Ferrocarril del Grau    |          |               | Desembocadura del Túria                                                     |
| Ferrocarril de la Torre |          |               | Llera nova del Túria                                                        |
| Flors                   |          |               | 39° 28′ 16.23″ N, 0° 21′ 50.96″ O / 39.4711750°N,0.3641556°O Jardí de Túria |
| Fusta                   |          |               | Jardí de Túria                                                              |

## M

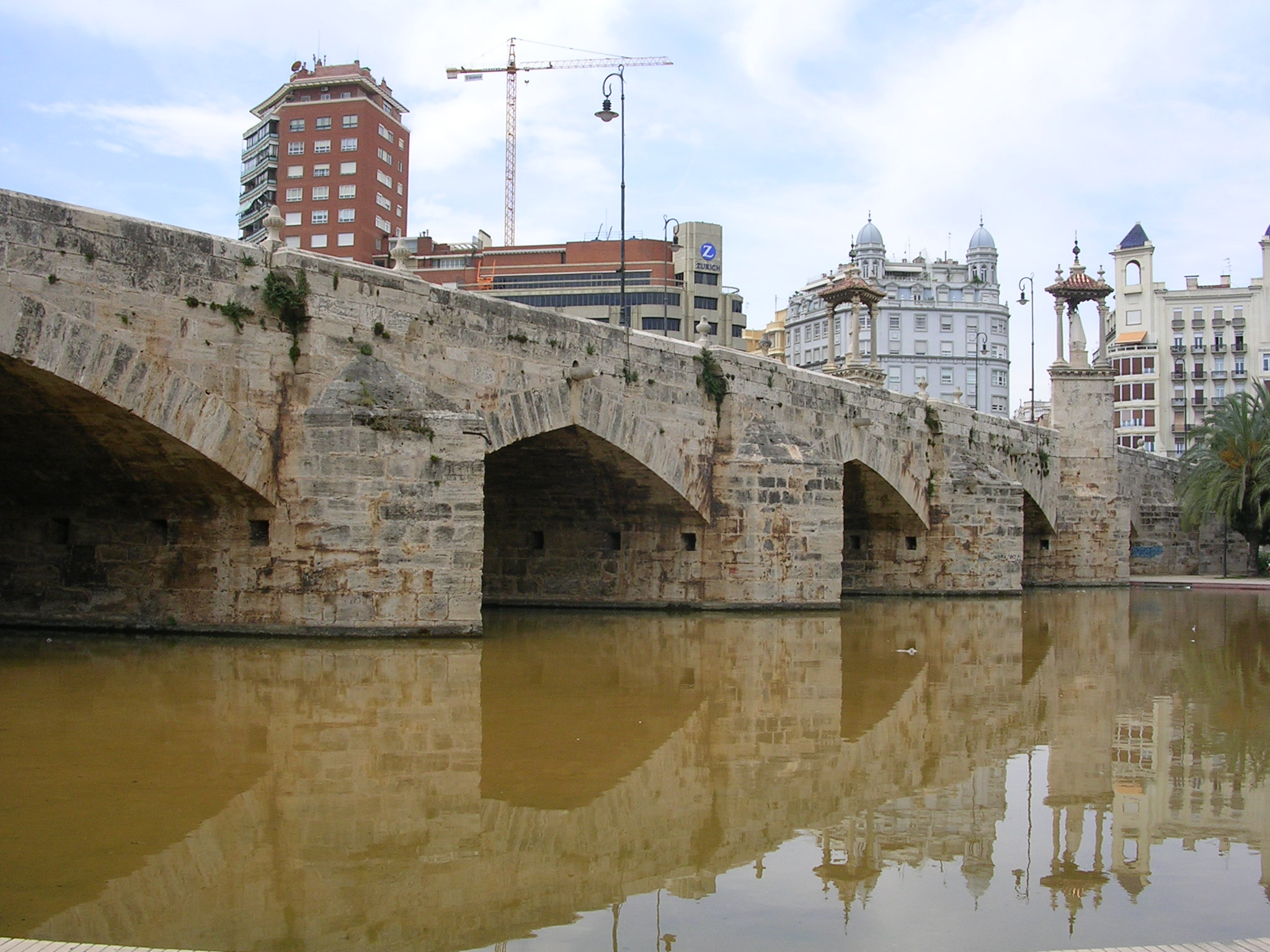
El pont de la Mar.

| Nom                  | Llargada | Alçada màxima | Ubicació                                                                    |
| -------------------- | -------- | ------------- | --------------------------------------------------------------------------- |
| Mar                  |          |               | 39° 28′ 12.95″ N, 0° 21′ 49.23″ O / 39.4702639°N,0.3636750°O Jardí de Túria |
| Metro de Sant Isidre |          |               | Llera nova del Túria                                                        |
| Montolivet           |          |               | Jardí de Túria                                                              |

## N
| Nom           | Llargada | Alçada màxima | Ubicació       |
| ------------- | -------- | ------------- | -------------- |
| Nou d'Octubre |          |               | Jardí de Túria |

## P
| Nom                            | Llargada | Alçada màxima | Ubicació                         |
| ------------------------------ | -------- | ------------- | -------------------------------- |
| Parc de la Capçalera o Bioparc |          |               | Parc de la Capçalera / Bioparc   |
| Petxina (pasarel·la)           |          |               | Jardí de Túria                   |
| Perellonet                     |          |               | CV-500, El Perellonet (Albufera) |
| Pista de Silla                 |          |               | Llera nova del Túria             |

## R

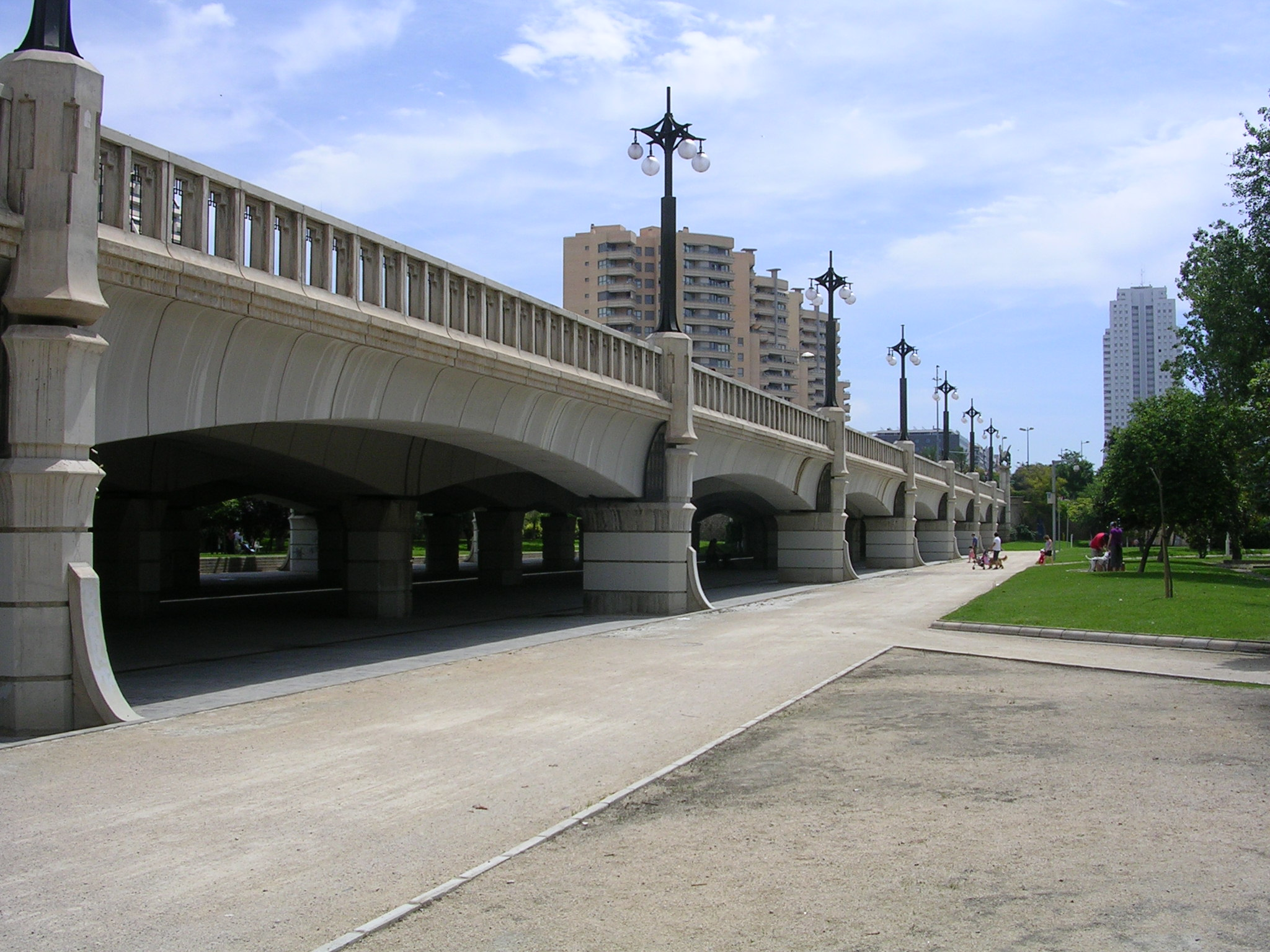
El pont del Regne de València.

| Nom                             | Llargada | Alçada màxima | Ubicació       |
| ------------------------------- | -------- | ------------- | -------------- |
| pont del Real                   |          |               | Jardí de Túria |
| Regne de València o Antic Regne | 220 m    |               | Jardí de Túria |

## S
| Nom         | Llargada | Alçada màxima | Ubicació                        |
| ----------- | -------- | ------------- | ------------------------------- |
| Sant Josep  |          |               | Jardí de Túria                  |
| Serrans     |          |               | Jardí de Túria                  |
| Séquia Nova |          |               | Carretera del Palmar (Albufera) |
| Sequiola    |          |               | Carretera del Palmar (Albufera) |

## T
| Nom                 | Llargada | Alçada màxima | Ubicació       |
| ------------------- | -------- | ------------- | -------------- |
| pont de la Trinitat |          |               | Jardí de Túria |

## V
| Nom                             | Llargada | Alçada màxima | Ubicació                             |
| ------------------------------- | -------- | ------------- | ------------------------------------ |
| V-30 (carretera)                |          |               | Desembocadura del Túria, llera nova. |
| V-30/Pista de Silla (carretera) |          |               | Llera nova del Túria                 |